# Lista siturilor arheologice din județul Caraș-Severin - Ș
Lista siturilor arheologice din județul Caraș-Severin - Ș conține toate siturile arheologice din județul Caraș-Severin înscrise în Repertoriul Arheologic Național (RAN) și aflate în localități al căror nume începe cu litera Ș. RAN este administrat de Ministerul Culturii și Patrimoniului Național și cuprinde date științifice, cartografice, topografice, imagini și planuri, precum și orice alte informații privitoare la zonele cu potențial arheologic, studiate sau nu, încă existente sau dispărute.
Puteți căuta un sit din localitățile care încep cu litera Ș folosind formularul de mai jos sau puteți naviga prin toate siturile din județ la Lista siturilor arheologice din județul Caraș-Severin.
| Cod RAN                                  | Denumire | Localitate                        | Adresă           | Datare                    | Descoperit | Coordonate | Imagine           | Erori            |
| ---------------------------------------- | --- | --------------------------------- | ---------------- | ------------------------- | ---------- | ---------- | ----------------- | ---------------- |
| 54172.01.01 (Cod LMI: CS-I-m-B-10878.02) | Situl arheologic de la Șopotu Nou - "Peștera Rolului" / ansamblu anonim (Categorie: locuire civilă) (Tip: Locuire)                 | sat Șopotu Nou, comuna Șopotu Nou | Peștera Rolului  |                           |            |            | Încărcați imagine | Raportați eroare |
| 54172.01.02 (Cod LMI: CS-I-m-B-10878.01) | Situl arheologic de la Șopotu Nou - "Peștera Rolului" / ansamblu anonim (Categorie: locuire civilă) (Tip: Locuire)                 | sat Șopotu Nou, comuna Șopotu Nou | Peștera Rolului  |                           |            |            | Încărcați imagine | Raportați eroare |
| 54172.01.03 (Cod LMI: CS-I-m-B-10878.03) | Situl arheologic de la Șopotu Nou - "Peștera Rolului" / ansamblu anonim (Categorie: locuire civilă) (Tip: Locuire)                 | sat Șopotu Nou, comuna Șopotu Nou | Peștera Rolului  |                           |            |            | Încărcați imagine | Raportați eroare |
| 52641.01.01 (Cod LMI: CS-I-s-B-10879)    | Situl arheologic de la Șopotu Vechi - "Săliște" / ansamblu anonim (Categorie: locuire civilă) (Tip: Așezare)                       | sat Șopotu Vechi, comuna Dalboșeț | Săliște          | daco-romană sec. II - III |            |            | Încărcați imagine | Raportați eroare |
| 52641.01.02 (Cod LMI: CS-I-s-B-10879)    | Situl arheologic de la Șopotu Vechi - "Săliște" / ansamblu anonim (Categorie: locuire civilă) (Tip: Așezare)                       | sat Șopotu Vechi, comuna Dalboșeț | Săliște          | sec. XIII-XIV             |            |            | Încărcați imagine | Raportați eroare |
| 52641.03.01 (Cod LMI: CS-I-s-B-10882)    | Situl arheologic de la Șopotu Vechi - "Sâul lui Bădescu" / ansamblu anonim (Categorie: locuire civilă) (Tip: Așezare)              | sat Șopotu Vechi, comuna Dalboșeț | Sâul lui Bădescu |                           |            |            | Încărcați imagine | Raportați eroare |
| 52641.03.02 (Cod LMI: CS-I-s-B-10882)    | Situl arheologic de la Șopotu Vechi - "Sâul lui Bădescu" / ansamblu anonim (Categorie: locuire civilă) (Tip: Așezare)              | sat Șopotu Vechi, comuna Dalboșeț | Sâul lui Bădescu |                           |            |            | Încărcați imagine | Raportați eroare |
| 51868.01.01 (Cod LMI: CS-I-s-B-10884)    | Mina romană de la Știnăpari - "Dealul Chelu" / ansamblu anonim (Categorie: exploatare/carieră) (Tip: Mină de extracție a fierului) | sat Știnăpari, comuna Cărbunari   | Dealul Chelu     | romană sec. II - III      |            |            | Încărcați imagine | Raportați eroare |
| 53265.01.01 (Cod LMI: CS-I-m-B-10883.02) | Situl arheologic de la Șoșdea - "Zgurile Mari" / ansamblu anonim (Categorie: locuire civilă) (Tip: Așezare)                        | sat Șoșdea, comuna Măureni        | Zgurile Mari     |                           |            |            | Încărcați imagine | Raportați eroare |
| 53265.01.02 (Cod LMI: CS-I-m-B-10883.01) | Situl arheologic de la Șoșdea - "Zgurile Mari" / ansamblu anonim (Categorie: locuire civilă) (Tip: Așezare)                        | sat Șoșdea, comuna Măureni        | Zgurile Mari     | sec. III - IV             |            |            | Încărcați imagine | Raportați eroare |
| 53265.01.03 (Cod LMI: CS-I-s-B-10883)    | Situl arheologic de la Șoșdea - "Zgurile Mari" / ansamblu anonim (Categorie: locuire civilă) (Tip: Așezare)                        | sat Șoșdea, comuna Măureni        | Zgurile Mari     | sec. X-XI                 |            |            | Încărcați imagine | Raportați eroare |
| 53265.02.01                              | Situl arheologic de la Șoșdea- La Hodaie / ansamblu anonim (Categorie: locuire) (Tip: Așezare)                                     | sat Șoșdea, comuna Măureni        | La Hodaie        | Tiszapolgár               |            |            | Încărcați imagine | Raportați eroare |
| 53265.02.02                              | Situl arheologic de la Șoșdea- La Hodaie / ansamblu anonim (Categorie: locuire) (Tip: Așezare)                                     | sat Șoșdea, comuna Măureni        | La Hodaie        | sec. IV                   |            |            | Încărcați imagine | Raportați eroare |
| 53568.01.01                              | Așezarea neolitică de la Șușca / ansamblu anonim (Categorie: locuire) (Tip: Așezare)                                               | sat Șușca, comuna Pojejena        |                  | Starčevo - Criș           |            |            | Încărcați imagine | Raportați eroare |
| 53568.02.01                              | Necropola medievală de la Șușca / ansamblu anonim (Categorie: descoperire funerară) (Tip: necropola)                               | sat Șușca, comuna Pojejena        |                  | sec. XI                   |            |            | Încărcați imagine | Raportați eroare |
| 53568.03.01                              | Movilele funerare de la Șușca / ansamblu anonim (Categorie: descoperire funerară) (Tip: necropola)                                 | sat Șușca, comuna Pojejena        |                  |                           |            |            | Încărcați imagine | Raportați eroare |
| 54172.02.01                              | Drumul roman de la Șopotu Nou / ansamblu anonim (Categorie: transport-comunicații) (Tip: Drum)                                     | sat Șopotu Nou, comuna Șopotu Nou |                  |                           |            |            | Încărcați imagine | Raportați eroare |
| 52641.04.01                              | Așezarea de epocă romană de la Șopotu Vechi / ansamblu anonim (Categorie: locuire) (Tip: Așezare)                                  | sat Șopotu Vechi, comuna Dalboșeț |                  |                           |            |            | Încărcați imagine | Raportați eroare |
| 53265.03.01                              | Așezarea daco-romană de la Șoșdea- Munteanu / ansamblu anonim (Categorie: locuire) (Tip: Așezare)                                  | sat Șoșdea, comuna Măureni        | Munteanu         | sec. IV                   |            |            | Încărcați imagine | Raportați eroare |
| 53265.04.01                              | Situl arheologic de la Șoșdea - Giuri Can / ansamblu anonim (Categorie: construcție) (Tip: cuptoare)                               | sat Șoșdea, comuna Măureni        | Giuri Can        | sec. IV                   |            |            | Încărcați imagine | Raportați eroare |
| 53265.05.01                              | Așezarea daco-romană de la Șoșdea - Drăgulescu / ansamblu anonim (Categorie: locuire) (Tip: Așezare)                               | sat Șoșdea, comuna Măureni        | Drăgulescu       | sec. III-IV               |            |            | Încărcați imagine | Raportați eroare |
| 53265.06.01                              | Situl arheologic de la Șoșdea / ansamblu anonim (Categorie: construcție defensivă) (Tip: fortificație de lemn)                     | sat Șoșdea, comuna Măureni        |                  |                           |            |            | Încărcați imagine | Raportați eroare |
| 53265.06.02                              | Situl arheologic de la Șoșdea / ansamblu anonim (Categorie: construcție defensivă) (Tip: complex)                                  | sat Șoșdea, comuna Măureni        |                  | sec. XII-XIII             |            |            | Încărcați imagine | Raportați eroare |
| 53265.06.03                              | Situl arheologic de la Șoșdea / ansamblu anonim (Categorie: construcție defensivă) (Tip: complex)                                  | sat Șoșdea, comuna Măureni        |                  | sec. XII-XIII             |            |            | Încărcați imagine | Raportați eroare |
| 52641.02.01 (Cod LMI: CS-I-s-B-10880)    | Necropola medievală de la Șopotu Vechi - "Mârvila" / ansamblu anonim (Categorie: descoperire funerară) (Tip: Necropolă)            | sat Șopotu Vechi, comuna Dalboșeț | Mârvila          | sec. XII - XIII           |            |            | Încărcați imagine | Raportați eroare |
| 52641.02.02 (Cod LMI: CS-I-s-B-10880)    | Necropola medievală de la Șopotu Vechi - "Mârvila" / ansamblu anonim (Categorie: descoperire funerară) (Tip: fortificație)         | sat Șopotu Vechi, comuna Dalboșeț | Mârvila          |                           |            |            | Încărcați imagine | Raportați eroare |